# Degtjarsk
Degtjarsk (Russisch: Дегтярск) is een stad in de Russische oblast Sverdlovsk. De stad telde ongeveer 16.000 inwoners bij de volkstelling van 2002.

## Geografie
Het ligt op de grens van Europa met Azië, aan de oostzijde van de Centrale Oeral. De rivier de Vjazovka en andere zijrivieren van de Tsjoesovaja (zijrivier van de Kama) doorstromen de stad, die op 67 kilometer ten westen van Jekaterinenburg ligt. Nabij de stad ligt het Voltsjichastuwmeer, dat in de volksmond ook wel "Jekaterinenburgse Zee" wordt genoemd.
De stad bestaat uit verschillende nederzettingen, die zijn verspreid rond de mijnen en de bijbehorende afvalhopen, aan beide zijden van de spoorlijn die de stad doorkruis van noord naar zuid.
Degtjarsk stond lange tijd bestuurlijk gezien onder jurisdictie van de stad Revda, maar sinds de bestuurlijke hervormingen van 2005 vormt het een eigen gorodskoj okroeg.

## Geschiedenis
De huidige plaats is ontstaan uit een kolenbrandersnederzetting op de oostelijke helling van de berg Karaoelnoj (toen nog Labaz-Kamen genoemd) in de 18e eeuw, waar houtskolen voor de hoogoven in het nabijgelegen Revda werden gefabriceerd. Ook werd er als bijproduct teer (Russisch: djogot) geproduceerd door de degtjarej (teerwerkers), waarvan de in 1904 voor het eerst genoemde naam 'Degtjarsk' is afgeleid. Eind 19e, begin 20e eeuw bevonden zich hier twee mijnen, waar limoniet (bruinijzersteen) werd gewonnen en steengroeves waar pyriet werd gedolven.
In 1914 werd begonnen met de winning van een nieuwe pyrietertslaag. Er werden meerdere schachten uitgediept en er ontstonden twee mijnen (London en Peterburg), die door buitenlandse bedrijven werden geëxploiteerd. De mijnen werden van 1925 tot 1930 in concessie gegeven aan een bedrijf met de naam Lena Holding Ltd. Toen de kopersmelterij van Sredneoeralsk werd gebouwd, ontstond hier een groot mijnbouwbedrijf met twee mijnschachten. Rondom de mijnen ontstond een mijnbouwnederzetting met de naam Revdinskaja Degtjarka, die met name in de jaren 20 en 30 snel groeide. Op 18 november 1954 kreeg de plaats de status van stad en haar huidige naam.
In de zomer van 1959 bracht de Amerikaanse vicepresident Richard Nixon een onofficieel bezoek aan de Sovjet-Unie (het eerste bezoek van een Amerikaans functionaris sinds de Conferentie van Jalta in 1945), waarbij hij op 30 juli ook Deskjarsk aandeed en hier lokale bestuurders ontmoette en een toespraak hield over de Sovjet-Amerikaanse relaties. Hij bezocht hierbij ook een kopermijn en hield op 250 meter diepte een geïmproviseerde discussie met minderjarigen over de oost-westrelaties.
Op 1 mei 1960 werden hier met behulp van 14 S-75-luchtdoelraketten het U-2-spionagevliegtuig van Gary Powers (die bezig was met het fotograferen van geheime ICBM-installaties) en per abuits ook een achtervolgende MiG-19 neergehaald in een gebeurtenis die bekendstaat als de U-2-crisis tussen de Verenigde Staten en de Sovjet-Unie. De neerstorting van de MiG bij Degtjarsk werd pas veel later bekend. De piloot van de MiG, Sergej Safronov, kwam hierbij om het leven. Voor hem werd in 2005 nabij de stad een herdenkingsmonument opgericht en in de stad werd een straat naar hem vernoemd.

## Economie en transport
De plaats is vooral gericht op de winning van kopererts uit de Degtjarsklaag. Daarnaast bevindt zich er een vestiging van het bedrijf Oeralchimmasj (zware chemische machines) en een naaifabriek.
De stad ligt aan een bij Revda aftakkend tracé van de spoorlijn Kazan - Jekaterinenburg, waarover alleen goederenvervoer plaatsvindt. De stad heeft wegverbindingen met Revda in het noorden en naar de hoofdweg tussen Jekaterinenburg en Polevskoj in het zuiden en heeft busverbindingen met Revda en Jekaterinenburg.

## Voorzieningen en cultuur
In de stad bevinden zich een stadion, ziekenhuis, bibliotheek en een aantal andere stedelijke voorzieningen.
De stad heeft een museum waar de historische ontwikkeling van Degtjarsk en haar pyrietmijn worden getoond en waar zich ook een zaal vindt die gewijd is aan de Tweede Wereldoorlog en aan piloot Safronov, die hier neerstortte in 1960. Ten zuidoosten van de stad ligt het Ikboelatmeer, waar veel sportvissers komen. De Degtjarskvijver (2500 bij 250 meter) die in 1950 ontstond door het afdammen van de rivier de Vjazovka, ligt in het zuidelijk deel van de stad en heeft een strand. Op 10 kilometer ten zuidwesten van Degtjarsk bevindt zich de Balobanberg, het hoogste punt (535 meter) van de Revdinskrug van het Oeralgebergte. Deze berg is bedekt met dennen en er en der steken stukken rots boven de oppervlakte uit.

## Demografie
De stad kent al decennialang een dalende bevolking, zoals te zien in onderstaande tabel.
| 1959   | 1970   | 1979   | 1989   | 2002   |
| ------ | ------ | ------ | ------ | ------ |
| 27.400 | 22.000 | 20.100 | 18.394 | 15.869 |

Bestuurlijk centrum: Jekaterinenburg

Alapajevsk · Aramil · Artjomovski · Asbest · Berjozovski · Bogdanovitsj · Degtjarsk · Irbit · Ivdel · Kamensk-Oeralski · Kamysjlov · Karpinsk · Katsjkanar · Kirovgrad · Koesjva · Krasnotoerinsk · Krasno-oefimsk · Krasno-oeralsk · Lesnoj · Michajlovsk · Nevjansk · Nizjnjaja Salda · Nizjnjaja Toera · Nizjni Tagil · Nizjnieje Sergi · Novaja Ljalja · Novo-oeralsk · Pervo-oeralsk · Polevskoj · Revda · Rezj · Serov · Severo-oeralsk · Soechoj Log · Sredneoeralsk · Sysert · Talitsa · Tavda · Toerinsk · Verchnjaja Pysjma · Verchnjaja Salda · Verchnjaja Toera · Verchni Tagil · Verchotoerje · Voltsjansk · Zaretsjny